# Ghost Ship (2002)
Ghost Ship is een Amerikaanse horrorfilm uit 2002 van regisseur Steven Beck. De hoofdrollen worden vertolkt door Julianna Margulies en Ron Eldard.

## Verhaal
Aan boord van het Italiaanse cruiseschip Antonia Graza zingt Francesca (Francesca Rettondini) het lied Senza Fine. Wanneer een van de scheepskabels losschiet, slaat deze met grote snelheid dwars door de volledige groep mensen aan dek, die daardoor stuk voor stuk in tweeën gespleten worden en dood neervallen.
Veertig jaar later duikt het schijnbaar in het niets verdwenen schip weer op. Een groep bergers onder leiding van Sean Murphey (Gabriel Byrne) gaat er aan boord. Daar komen ze er langzaam maar zeker achter dat het helemaal niet pluis is op het schip, wat er destijds met de Antonia Graza is gebeurd en waarom. De boot verlaten, lijkt niet meer mogelijk.

## Rolverdeling
- Julianna Margulies - Maureen Epps
- Ron Eldard - Dodge
- Desmond Harrington - Jack Ferriman
- Isaiah Washington - Greer
- Gabriel Byrne - Kapitein Sean Murphey
- Alex Dimitriades - Santos
- Karl Urban - Munder
- Emily Browning - Katy
- Francesca Rettondini - Francesca

## Trivia
- Het schip in de film, de Antonia Graza, was visueel gebaseerd op het SS Andrea Doria.
- Het scenario voor de film ging aanvankelijk uit van een psychologische thriller, later besloot men er een bovennatuurlijke horrorfilm van te maken.